# Glinje, Braslovče
Glinje je strnjeno kmečko naselje na skrajnem južnem delu braslovške terase v Občini Braslovče.
Naselje se prvič pojavi v pisnih virih leta 1423 pod imenom "Gleynach", v celjski fevdni knjigi iz leta 1436 je naveden "ain hoff zu Gleynach"- dvor v Glinjah.
V Glinjah se je rodil profesor Valentin Korun, slovenski pripovednik, potopisec in humorist (* 14.2.1865 - †11.3.1940).